# Lago Moore
El Lago Moore (en inglés: Lake Moore) es un lago ubicado en Moorebank y Chipping Norton, Nueva Gales del Sur, Australia. Es parte del sistema del río Georges. El lago está separado en una parte norte y sur. El norte del lago es artificial, mientras que el sur es natural. El lago también contiene varias islas con vida silvestre. El sendero del lago Moore parte del parque Chauvel, sigue la playa escénica del lago hasta llegar al parque Haigh. El viaje de regreso de 45 minutos es de aproximadamente 3,2 km y es principalmente en un terreno plano y pavimentado. Las embarcaciones se permiten en el lago Moore, sin embargo, existe un límite de velocidad de ocho nudos estrictamente aplicado.